# 罗斯柴尔德铜像
罗斯柴尔德铜像，是一对 16 世纪的雕像，描绘两个裸体男性，骑着神话动物。其中年轻男子高76.6厘米，另一个留胡子的男子高90厘米。 2015 年2 月至 8 月，铜像在剑桥大学菲茨威廉博物馆展出，认定为米开朗基罗的作品  ，创作于1506-1508 年，时间早于西斯汀小堂天花板的绘画，而在《大卫像》之后。这些雕塑是米开朗基罗现存唯一的亲笔签名青铜作品。
铜像在 1878 年的世界博览会展出。上一年在威尼斯由罗斯柴尔德男爵收购。 